# Stormens utveckling
Stormens utveckling är ett samtidskommenterande poddradioprogram av journalisten och ståuppkomikern Ola Söderholm. Podcasten startades 2019 efter nedläggningen av Lilla drevet, och utöver Söderholm medverkar även Jonatan Unge och Liv Strömquist.
Podcasten sändes ursprungligen genom Aftonbladet kultur, men sänds sedan mars 2021 genom produktionsbolaget Under Produktion. Namnet till podcasten är hämtat från boken The Progress of This Storm av Andreas Malm, som i sig kommer från Walter Benjamins historiefilosofiska teser.